# مارگاریتا ماتوهوهوا
مارگاریتا ماتوهوهوا (انگلیسی: Margarita Matjuhhova؛ زادهٔ ۲۹ ژانویهٔ ۱۹۸۸) بازیکن فوتبال اهل استونی است.
وی همچنین در تیم ملی فوتبال Estonia بازی کرده‌است.